# Museu do Lemano
O Museu do Lemano encontra-se na cidade de Nyon, na Suíça, em frente å marina no Lago Lemano.
Fundado em 1954 apresenta todo um painel de assuntos relacionados com o lago Lemano seja o património cultural, náutico ou da pesca, assim como das ciências. 
O museu é depositário das  obras de Jacques e Auguste Piccard assim como assuntos relacionados com a Companhia Geral de Navegação sobre o Lago Lemano (CGN).
Para apresentar todo estes assuntos o museu divide-se em espaços temáticos a saber: 
- Espaço Picard; dedicado aos feitos da família Piccard (balão estratosférico, batiscafo, avião solar)
- Espaço de salvamento e da pesca
- Espaço dos barcos de recreio e barcas do Lemano
- Espaço da GGN